# Bernat, rei llegendari de Mallorca
Pere Antoni Beuter a la Segunda parte de la crónica general de España (1551), afirmà que les Balears varen pertànyer a Bernat, Rei d'Itàlia i net de Carlemany, i en confià el seu govern a Ermenguer d'Empúries. L'afirmació no es troba avalada per cap font documental medieval coneguda, tret de la demanda d'ajut que els balears formularen a Carlemany el 799 davant els atacs musulmans i un combat naval en aigües balears dirigit per Ermenguer contra la flota musulmana, procedent de Còrsega, l'any 813.
Aquesta llegenda va tenir certa fortuna en la historiografia romàntica i ha donat peu a vincular, sense que tampoc compti amb cap fonament, aquest Bernat amb el personatge d'algunes Rondalles Mallorquines en les que el prototipus del fill bo del rei s'anomena, invariablement, així.

## El text
| «                                                                             | Aceció mas en este tiempo, que el Emperador Carlos guerreava en Roselló, que en la armada que venia por mar con los mantenimientos para el exercito, y por guarda de la mar venian muchos Mallorquines que fueran echados por los Moros de las islas Baleares, y como las cosas le venian prosperas al Emperador Carlos por tierra, importunaron al Capitan de la flota, que llevasse el armada sobre Mallorca, y quiso Dios que de aquella ganaron todas, y sometieron al señorio del Emperador. Estas pertenecieron despues al Rey Bernardo nieto deste Emperador, hijo de Pipino su primogenito que fuera declarado Rey de la Italia y murió en Milan, por muerte del qual mudandose la succession fue declarado Emperador Ludovico segundo hijo, con el señorio de todas las tierras, escepto la Italia y sus islas que dexo a su nieto Bernardo, como escrive Platina en la vida del papa Leon III. y este Rey Bernardo puso por governador de Mallorca y las otras islas sus vezinas al Conde Armengol de Ampurias, y este rompio y desbarato el armada de los Moros entre Cerdaña y Corcega, y libro de su poder quinientos Christianos que se levavan cativos. | » |
| — Pere Antoni Beuter, Segunda parte de la crónica general de España, cap. XII | |   |